# Woodcockdale

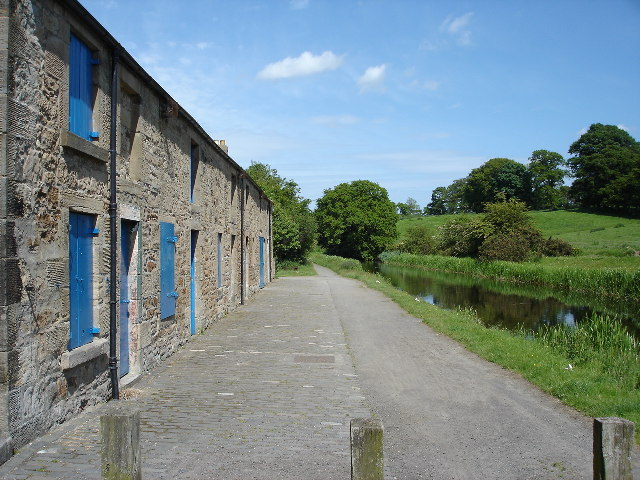
Woodcockdale

Woodcockdale ist ein Ensemble aus Wohngebäude und Stallungen nahe der schottischen Ortschaft Westfield in der Council Area West Lothian. 1980 wurde das Bauwerk in die schottischen Denkmallisten in der höchsten Kategorie A aufgenommen. Die zusätzliche Klassifikation als Scheduled Monument wurde im Jahre 2000 aufgehoben.

## Geschichte
Das um 1820 nach einem Entwurf des Ingenieurs Hugh Baird erbaute Gebäude liegt direkt am Union Canal und diente als Pferdewechselstation entlang des Treidelpfads. Nach  Aufgabe des Kanals in den 1930er Jahren wurde das Gebäude nicht mehr benötigt. Als 1942 eine Wohneinheit leerstand, wurde eigens ein Stamm der schottischen Seepfadfinder gegründet, um den Raum zu nutzen. In den folgenden Jahren übernahmen die Pfadfinder sukzessive das gesamte Bauwerk als Ausbildungsstätte für Boot- und Kanutechniken.

## Beschreibung
Das längliche, zweistöckige Gebäude befindet sich zwischen der A706 und dem Union Canal rund zwei Kilometer südöstlich von Westfield und westlich von Linlithgow. Das Mauerwerk besteht aus Bruchstein, wobei die Gebäudeöffnungen mit Steinquadern eingefasst sind. Die südexponierte, und damit dem Kanal zugewandte, Frontseite ist zwölf Achsen weit, wobei sich Fenster und Türen abwechseln. An der straßenseitigen Rückseite sind ebenerdig zwei und im Obergeschoss vier Fenster angeordnet. Das Satteldach ist mit grauem Schiefer eingedeckt.